# Juliusz Zborowski
Juliusz Zborowski (ur. 8 kwietnia 1888 we Lwowie, zm. 15 czerwca 1965 w Zakopanem) – polski etnograf i językoznawca, znawca Podhala. W latach 1920–1965 dyrektor Muzeum Tatrzańskiego w Zakopanem.

## Życiorys
Jakiś czas po narodzinach Juliusza, rodzina przeniosła się ze Lwowa do Nowego Sącza za sprawą nowej posady ojca – Włodzimierza, który zaczął pracować jako nadinżynier kolei państwowych, a także aktywny członek Towarzystwa Szkoły Ludowej. Juliusz uczył się początkowo w nowosądeckim gimnazjum, a potem (po kolejnym awansie ojca) w Gimnazjum św. Jacka w Krakowie.
W latach 1906–1908 studiował polonistykę na Uniwersytecie Jagiellońskim, następnie w Lipsku (do 1910). Wrócił do Krakowa i uczył przez rok w gimnazjum im. Jana Sobieskiego oraz wolontariacko współpracował z redakcją Słownika Staropolskiego.
W 1913 przeniósł się do Nowego Targu, gdzie do połowy 1919 uczył w miejscowym gimnazjum języka polskiego, niemieckiego i łaciny. Do 1920 pracował jako nauczyciel w Krakowie i Nowym Targu. Następnie został redaktorem „Gazety Podhalańskiej”. Był uczestnikiem prac Sekcji Ludoznawczej Towarzystwa Tatrzańskiego.
Swoją fascynację kulturą Podhala, realizował m.in. poprzez dokumentację fonograficzną gwary i pieśni góralskich.
W 1922 został kustoszem w Muzeum Tatrzańskim im. dr. Tytusa Chałubińskiego w Zakopanem (dział etnograficzny). Wkrótce został dyrektorem tego Muzeum (funkcję tę sprawował do końca życia). W 1918 stał się członkiem Polskiej Akademii Umiejętności, od 1955 – profesor nadzwyczajny. Prace naukowe publikował w kilku czasopismach, m.in.: „Lud”, „Ziemia”, „Wierchy”. Interesował się również dziejami Zakopanego i twórcami, pisarzami z nim związanymi.
Z Muzeum utworzył placówkę naukową; zgromadził w niej także materiały i bibliografię na temat Podhala.
W 1962 z okazji 50. rocznicy pracy naukowej i 45. rocznicy kierowania Muzeum Tatrzańskim nadano mu tytuł Honorowego Obywatela Zakopanego.

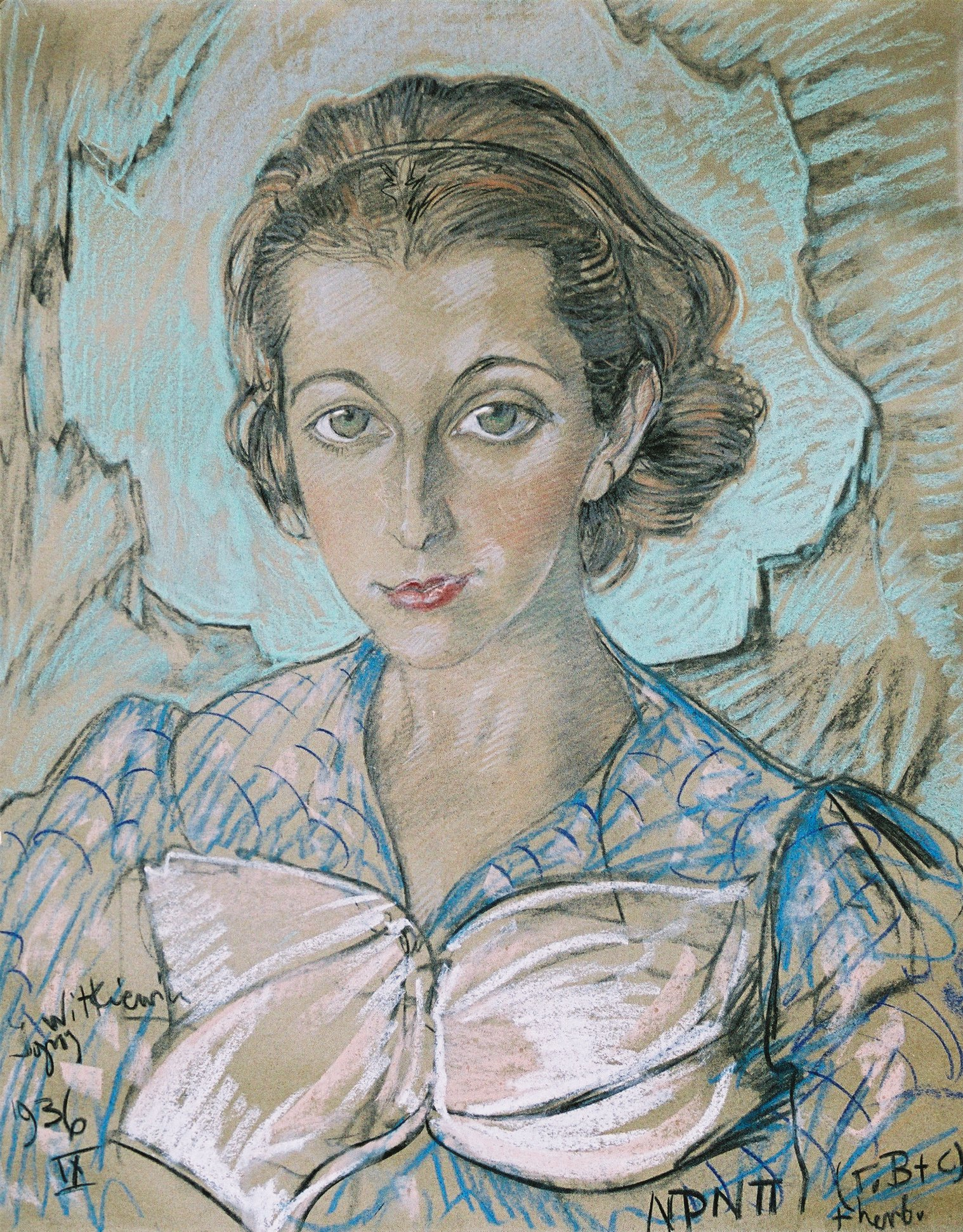
Portret Irminy Zborowskiej autorstwa Witkacego (1936).

Był mężem Irminy z Matyszewskich (1903–1981).
Zmarł w Zakopanem, pochowany obok żony na Cmentarzu Zasłużonych na Pęksowym Brzyzku (kwatera L-I-7i8).

## Niektóre publikacje
- Czesi w pieśni i legendzie orawskiej
- Góralskie podania o Szwedach
- Kostka Napierski w poematach Stęczyńskiego

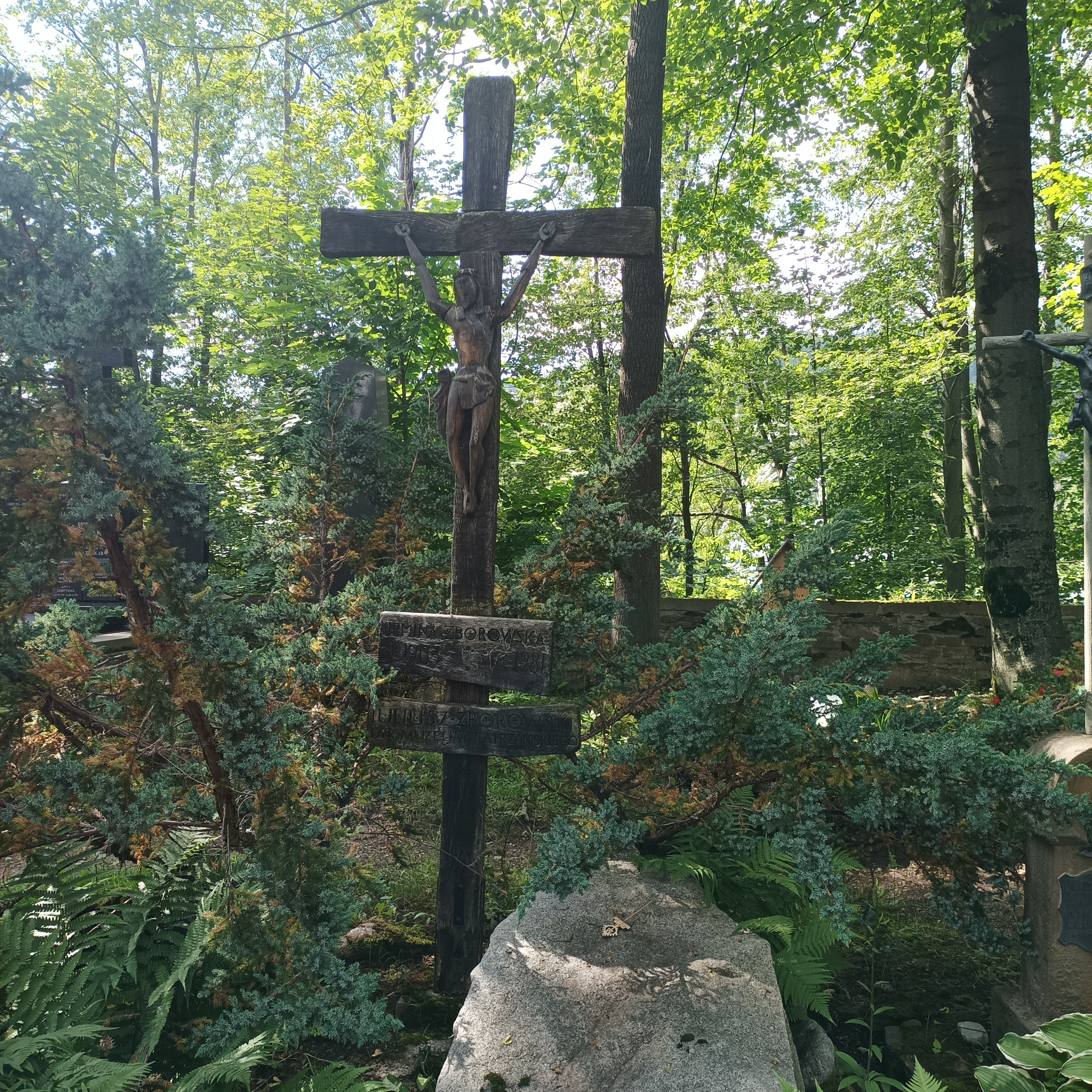
Grób Juliusza i Irminy Zborowskich na Cmentarzu Zasłużonych na Pęksowym Brzyzku

- Legenda o Janosiku
- „Potop” Henryka Sienkiewicza

## Ordery i odznaczenia
- Krzyż Kawalerski Orderu Odrodzenia Polski
- Złoty Krzyż Zasługi (dwukrotnie: 11 listopada 1937[6], 22 lipca 1952[7])

## Upamiętnienie
W 1966, w przedsionku Muzeum Tatrzańskiego odsłonięto tablicę poświęconą jego pamięci. Ulicę biegnącą obok Muzeum Tatrzańskiego nazwano imieniem Juliusza Zborowskiego.